# Fasciculiporoides americana
Fasciculiporoides americana är en mossdjursart som först beskrevs av d'Orbigny 1842.  Fasciculiporoides americana ingår i släktet Fasciculiporoides, ordningen Cyclostomatida, klassen Stenolaemata, fylumet mossdjur och riket djur. Inga underarter finns listade i Catalogue of Life.